# Laticauda crockeri
Laticauda crockeri es una especie de serpientes de la familia Elapidae.

## Distribución geográfica
Es endémica de las islas de Rennell y Bellona (Islas Salomón).